# Polissamarbete inom Europeiska unionen
Polissamarbete inom Europeiska unionen är ett av Europeiska unionens politikområden och en del av befogenhetsområdet området med frihet, säkerhet och rättvisa. Samarbetet är uppbyggt kring den europeiska polisbyrån Europol.
Det gemensamma polissamarbetet inrättades ursprungligen genom fördraget om Europeiska unionen den 1 november 1993. Det utgjorde då en del av rättsliga och inrikes frågor, den tredje pelaren inom unionen som präglades av mellanstatlighet. Genom Amsterdamfördraget överfördes delar av den tredje pelaren till den överstatliga första pelaren, Europeiska gemenskaperna. Polissamarbete förblev dock tillsammans med straffrättsliga samarbete inom den mellanstatliga tredje pelaren inom ramen för polissamarbete och straffrättsligt samarbete. Genom Lissabonfördraget, som trädde i kraft den 1 december 2009, integrerades de resterande delarna av den tredje pelaren i den överstatliga strukturen och polissamarbetet blev ett eget politikområde.